# Ámundur Ólavsson
Ámundur Ólavsson, eller Amund Olufsson, var en katolsk præst. Han var den sidste katolske biskop i Kirkjubøur bispedømme på Færøerne. Ólavsson afløste Killianus som biskop i 1532 og fik af Frederik 1.. lovning på embedet på livstid året efter, men blev afsat ved reformationen, og trak sig fra embedet i 1538. Danskeren Jens Gregoriussen Riber blev indsat som hans lutherske efterfølger i 1540. Bispedømmet blev nedlagt i 1557. 

Ólavsson blev den sidste katolske biskop på Færøerne, da den katolske kirke på øerne i dag er underlagt Københavns katolske bispedømme, men i 1990 genoprettede Folkekirken Færøerne som eget stift, og Hans Jacob Joensen blev den første færøske biskop i 433 år.